# Kosoř
Kosoř är en ort i Tjeckien.   Den ligger i regionen Mellersta Böhmen, i den centrala delen av landet, 13 km sydväst om huvudstaden Prag. Kosoř ligger 335 meter över havet och antalet invånare är 714.
Terrängen runt Kosoř är kuperad åt sydost, men åt nordväst är den platt. Runt Kosoř är det tätbefolkat, med 613 invånare per kvadratkilometer. Närmaste större samhälle är Prag, 13,0 km nordost om Kosoř. Runt Kosoř är det i huvudsak tätbebyggt.